# Metaphycus gennaroi
Metaphycus gennaroi är en stekelart som beskrevs av Emilio Guerrieri och John S. Noyes 2000. Metaphycus gennaroi ingår i släktet Metaphycus och familjen sköldlussteklar.
Artens utbredningsområde är:
- Algeriet.
- Grekland.
- Italien.
- Turkiet.
- Kroatien.

Inga underarter finns listade i Catalogue of Life.